# Anne Lockhart
Anne Kathleen Lockhart (* 6. September 1953 in New York City, New York als Anne Kathleen Maloney) ist eine US-amerikanische Schauspielerin.

## Leben
Lockhart wurde als Tochter der Schauspielerin June Lockhart und Enkelin der Schauspieler Gene Lockhart und Kathleen Lockhart in eine Schauspielerdynastie geboren. Sie wuchs in Kalifornien auf und hatte bereits im Kindesalter eine Rolle in der Fernsehserie Lassie, in der ihre Mutter eine Hauptrolle spielte. Nach verschiedenen Gastrollen in Serien wie Cannon und Happy Days erhielt sie 1978 die Rolle der Sheba in Kampfstern Galactica. Nachdem die Serie eingestellt worden war, arbeitete sie in den 1980er Jahren weiterhin erfolgreich als Gaststar. Unter anderem spielte sie in Knight Rider, Airwolf sowie 1981 in Magnum, wo sie den jugendlichen Part ihrer Mutter spielte.
Lockhart spielte auch in einigen Spielfilmen, darunter auch große Kassenerfolge wie E.T. – Der Außerirdische, Total Recall und Basic Instinct, jedoch waren ihre Rollen in diesen Filmen so untergeordnet, dass sie teilweise nicht einmal im Abspann genannt wurde. Seit Anfang der 1990er Jahre arbeitete sie verstärkt als Synchronsprecherin, darunter die Disney-Produktionen Arielle die Meerjungfrau, Himmel und Huhn und Bolt – Ein Hund für alle Fälle.
Lockhard war von 1986 an mit dem Sohn des Schauspielers Buck Taylor, Adam C. Taylor, verheiratet, der 1994 bei einem Autounfall verstarb. Aus der Ehe gingen zwei Kinder hervor.

## Filmografie (Auswahl)
Filme
- 1972: Auf leisen Sohlen kommt der Tod (Fuzz)
- 1973: Jory
- 1975: Sunburst
- 1977: Joyride
- 1978: Convoy
- 1978: Just Tell Me You Love Me
- 1981: Endstation Planet Erde (Earthbound)
- 1982: Straße der Ölsardinen (Cannery Row) – Regie: David S. Ward
- 1982: E.T. – Der Außerirdische (E.T. the Extra-Terrestrial)
- 1983: Ein Mann wie Dynamit (10 to Midnight)
- 1983: Hambone and Hillie
- 1983: Lockere Geschäfte (Risky Business)
- 1983: Young Warriors
- 1984: Tödliche Wüste (The Oasis)
- 1985: Fleisch & Blut (Flesh+Blood)
- 1985: Männer für jeden Job (Head Office)
- 1986: Snake Inferno (The Serpent Warriors)
- 1986: Troll
- 1986: 8 Millionen Wege zu sterben (8 Million Ways to Die)
- 1986: Blue City
- 1987: Die schwarze Witwe (Black Widow)
- 1989: Hochhaus des Schreckens (Dark Tower)
- 1989: Arielle, die Meerjungfrau (The Little Mermaid, Stimme)
- 1990: Big Bad John
- 1991: City Slickers – Die Großstadt-Helden (City Slickers)
- 1991: Last Boy Scout – Das Ziel ist Überleben (The Last Boy Scout)
- 1992: Basic Instinct
- 1992: Monty – Immer hart am Ball (Ladybugs)
- 1992: Jail Force
- 1992: Hitch, der Geist aus der Flasche (Wishman)
- 1992: Love Field – Feld der Liebe (Love Field)
- 1993: Undercover Blues – Ein absolut cooles Trio (Undercover Blues)
- 1998: Bug Buster
- 1999: A Dog’s Tale
- 2000: Daybreak – Katastrophe in L.A. (Daybreak)
- 2001: Cahoots
- 2001: Osmosis Jones (Stimme)
- 2001: Last Ride
- 2001: Route 666
- 2003: Dickie Roberts: Kinderstar (Dickie Roberts: Former Child Star)
- 2003: Galacticon
- 2004: Big Chuck, Little Chuck
- 2005: Himmel und Huhn (Chicken Little, Stimme)
- 2006: Rebell in Turnschuhen (Stick It)
- 2007: Revamped
- 2008: Bachelor Party 2 – Die große Sause (Bachelor Party 2: The Last Temptation, Stimme)
- 2008: Bolt – Ein Hund für alle Fälle (Bolt, Stimme)
- 2009: ExTerminators
- 2009: Hannah Montana – Der Film (Hannah Montana: The Movie)
- 2009: Die Frau des Zeitreisenden (The Time Traveler’s Wife, Stimme)
- 2009: Surrogates – Mein zweites Ich (Surrogates)
- 2009: Wenn Liebe so einfach wäre (It’s Complicated)
- 2009: Kitaro’s Graveyard Gang
- 2010: Buried – Lebend begraben (Buried)
- 2010: Virginia (Stimme)
- 2010: Rapunzel – Neu verföhnt (Tangled, Stimme)
- 2011: Starzinger 1-3 (Filmreihe, Stimme)
- 2011: Kitaro’s Graveyard Gang 2
- 2012: Zahnfee auf Bewährung 2 (Tooth Fairy 2, Stimme)
- 2012: Avenge
- 2013: Parkland
- 2013: Lockhart

Fernsehserien
- 1959–1962: Lassie (fünf Folgen)
- 1972: Cannon (eine Folge)
- 1972: Owen Marshall – Strafverteidiger (Owen Marshall: Counselor at Law, eine Folge)
- 1975: Happy Days (eine Folge)
- 1977: Barnaby Jones (eine Folge)
- 1978: Notruf California (Emergency!, eine Folge)
- 1978–1979: Kampfstern Galactica (Battlestar Galactica bzw. Galactica 1980, 11 Folgen)
- 1979: CHiPs (eine Folge)
- 1979, 1981: Der unglaubliche Hulk (zwei Folgen)
- 1980: Buck Rogers (Buck Rogers in the 25th Century, eine Folge)
- 1981–1982: Magnum (zwei Folgen)
- 1982: Die Himmelhunde von Boragora (Tales of the Gold Monkey, eine Folge)
- 1982: Die Zeitreisenden (Voyagers!, eine Folge)
- 1982–1983: Knight Rider (Bandenkrieg, Geheimversteck Cadiz)
- 1982–1983: Ein Colt für alle Fälle (The Fall Guy, zwei Folgen)
- 1983–1986: Simon & Simon (drei Folgen)
- 1984: T. J. Hooker (eine Folge)
- 1984: Automan (eine Folge)
- 1984, 1986: Airwolf (zwei Folgen)
- 1984–1994: Mord ist ihr Hobby (Murder, She Wrote, vier Folgen)
- 1988: NAM – Dienst in Vietnam (Tour of Duty, eine Folge, Stimme)
- 1988: Highwayman (The Highwayman, eine Folge)
- 1991: Doogie Howser, M.D. (eine Folge)
- 1992: Zurück in die Vergangenheit (Quantum Leap, eine Folge)
- 1993: Dr. Quinn – Ärztin aus Leidenschaft (Dr. Quinn, Medicine Woman, zwei Folgen)
- 1994: One West Waikiki (eine Folge)
- 1994–2000: Diagnose: Mord (Diagnosis Murder, 14 Folgen)
- 1996: Reich und Schön (The Bold And The Beautiful, zwei Folgen)
- 1997: Ein Wink des Himmels (Promised Land, eine Folge)
- 1997: Walker, Texas Ranger (eine Folge)
- 1999: JAG – Im Auftrag der Ehre (JAG, eine Folge)
- 2000–2005: The West Wing – Im Zentrum der Macht (The West Wing, acht Folgen)
- 2000, 2008: Law & Order: Special Victims Unit (zwei Folgen)
- 2001–2011: Criminal Intent – Verbrechen im Visier (Law & Order: Criminal Intent, 10 Folgen)
- 2002–2010: Law & Order (18 Folgen)
- 2003–2004: Polizeibericht Los Angeles (L.A. Dragnet, fünf Folgen)
- 2006: Law & Order: Trial by Jury (eine Folge, Stimme)
- 2006: Studio 60 on the Sunset Strip (eine Folge)
- 2006: Navy CIS (NCIS, vier Folgen)
- 2009: Psych (eine Folge, Stimme)
- 2010: Chase (eine Folge)
- seit 2012: Chicago Fire
- 2013: The Lying Game (zwei Folgen)